# B-37
B-37 – radziecki okręt podwodny dalekiego zasięgu z napędem dieslowo-elektrycznym, projektu 641 (NATO: Foxtrot). 11 stycznia 1962 roku w Polarnym na w przedziale torpedowym wybuchł pożar, zgłoszony o godz. 8:11. Kilka minut później, o godz. 8:18 doszło do eksplozji wszystkich 12 znajdujących się na nim torped. Okręt został całkowicie zniszczony. W wyniku wybuchu i zatrucia dymem z pożaru zginęła większość załogi – 59 osób. Ocaleli jedynie ci, którzy przebywali na górnym pokładzie, a ponadto dowódca okrętu, kapitan II stopnia, A.S. Begieba, i dowódca BCZ-5, kapitan III stopnia G.S Jakubenko, którzy nie znajdowali się wówczas na okręcie. Eksplozja ciężko uszkodziła także zakotwiczony przy nabrzeżu obok B-37 okręt podwodny S-350 projektu 633 (NATO: Romeo), w wyniku czego utonęło 11 członków jego załogi zamkniętych w przedziale zalanym wodą. Ponadto zginęło po jednej osobie z załóg sąsiednich okrętów B-38, B-53, B-57 i S-351 oraz 4 inne osoby, łącznie 78 osób (później jeszcze jedna osoba zmarła w szpitalu). Wg innego opisu eksplozja zabiła jeszcze kilkudziesięciu marynarzy znajdujących się na pobliskim placu apelowym, a łączna liczba ofiar śmiertelnych wyniosła 122.
Przyczyny pożaru nie zostały w pełni ustalone. Najprawdopodobniej został spowodowany pęknięciem zbiornika tlenu w przeterminowanej torpedzie, ale jako inne możliwości podaje się przypadkowy wystrzał podczas rozładowywania broni, użycie palnika do prac naprawczych lub zapłon silnika kabestanu.
Wydarzenia te były powodem zdymisjonowania adm. Andrieja Czabanienki ze stanowiska dowódcy Floty Północnej.